# Cyprien Katsaris
Cyprien Katsaris, né le 5 mai 1951 à Marseille, est un pianiste et compositeur franco-chypriote.

## Biographie

### Enfance et débuts
Cyprien Katsaris naît à Marseille, mais il passe sa petite enfance au Cameroun (alors colonie française) et où ses parents ont émigré de Chypre. Ces derniers sont mélomanes et possèdent une remarquable collection de 33 tours. À l'âge de 4 ans, il commence des cours de piano.
Lorsque sa famille s'installe à Paris, Katsaris intègre le Conservatoire de Paris (1965). Adolescent, il est fasciné par György Cziffra, Wilhelm Kempff et Vladimir Horowitz. Il étudie le piano avec Aline van Barentzen et Monique de la Bruchollerie (Premier Prix de Piano 1969) et la musique de chambre avec René Le Roy et Jean Hubeau (Premier Prix 1970). Il remporte ensuite plusieurs concours internationaux : la Tribune internationale des jeunes interprètes-UNESCO (Bratislava, 1977), le Premier Grand Prix du concours international Cziffra (Versailles 1974) et il est le seul lauréat d'Europe de l'Ouest du Concours international Reine Élisabeth de Belgique en 1972.
C'est en tant que Chevalier du Concours pour jeunes talents « Au royaume de la musique » qu'il donne son premier concert, le 8 mai 1966 au Théâtre des Champs-Elysées à Paris : il joue la Fantaisie hongroise de Liszt avec l'Orchestre national d'Île-de-France sous la baguette de René-Pierre Chouteau.

### Carrière
Cyprien Katsaris joue avec de nombreux grands chefs : Eugene Ormandy, Leonard Bernstein, Nikolaus Harnoncourt, Sir Simon Rattle, Christoph von Dohnányi, Charles Dutoit, Mstislav Rostropovitch, Kent Nagano, Myung Whun Chung, Kurt Masur, Jean-Claude Casadesus, Neville Marriner, Charles Mackerras, James Conlon, Ivan Fischer, Antal Doráti, Roudolf Barchaï, Vladimir Fedoseyev, Sándor Végh, Jukka-Pekka Saraste, Xian Zhang, Karl Münchinger, etc. et de grandes formations : Orchestre philharmonique de Berlin, Staatskapelle Dresden, Orchestre du Gewandhaus de Leipzig, Orchestre de chambre de Vienne, Cleveland, Philadelphie, Detroit, Washington D. C., Montréal, Toronto, Royal Concertgebouw Amsterdam, NHK (Tokyo), Philharmonique du Japon, Orchestre de chambre de Corée, Orchestre symphonique de Pékin, Orchestre philharmonique de Shanghai, Philharmonique de Moscou, Orchestre philharmonique George Enescu de Bucarest, Orchestre symphonique de la RAI de Milan, Orchestre de la Suisse romande, Orchestre de chambre d'Europe, Budapest Festival Orchestra, Auckland Philharmonia, Orchestre philharmonique de la ville de Mexico, etc. 
Il s'intéresse à tout le répertoire pianistique et possède une grande collection de partitions et de transcriptions rares. Plusieurs labels ont enregistré Cyprien Katsaris : Sony Classical, EMI, Deutsche Grammophon, BMG/RCA, Decca, Pavane, PIANO 21 et Teldec (Disque de l'Année, Allemagne 1984 ; Grand Prix du Disque Franz Liszt, Budapest 1984 et 1989 ; Grand Prix du Disque Frédéric Chopin, Varsovie 1985 ; British Music Retailers Association's Award, 1986).
Il est cité dans les ouvrages suivants : Harold C. Schonberg, The Great Pianists: From Mozart to the Present ; The New Grove Dictionary of Music and Musicians ; Die Musik in Geschichte und Gegenwart: Allgemeine Enzyklopädie der Musik (MGG) ; Baker's Biographical Dictionary of Musicians ; Harenberg Klaviermusikführer ; David Dubal, The Art of the Piano: Its Performers, Literature and Recordings ; Catherine Lechner-Reydellet, La Grande École française du piano. 
Le 10 juillet 2014, Cyprien Katsaris donne le tout premier concert qui ait eu lieu à la Fondation Louis Vuitton (Paris).

### Style pianistique
Son jeu est marqué par sa virtuosité, mais surtout par sa douceur et sa sensualité. En résumé, la virtuosité sans faille qui lui permet d'évoquer une variété de timbres orchestraux et de registres sonores, mettant au grand jour son instinct de la polyphonie. Pour Katsaris, la technique est l'art du phrasé, l'art des couleurs et des plans sonores, mais elle est aussi un moyen de réaliser le but ultime qui est pour lui la communication avec le public. Permettant de s'élever spirituellement, la Musique doit contribuer à rendre les êtres humains heureux et à les soulager de leurs peines quotidiennes, comme un médecin soulage l'organisme de ses douleurs physiques. Tel est, selon Katsaris, le rôle de l’Artiste envers la société.
Le jeu de Katsaris se distingue également par la notion de chant, qu'il met avec sa virtuosité, au service de l'expression musicale. Semblable en cela à Kempff, Cziffra, Horowitz, Gilels, Cortot ou encore Nat, Katsaris cherche à faire chanter l'instrument ou à créer l’illusion d'un autre instrument. Si le piano est un instrument à percussion, il faut aussi penser à jouer comme un coup d'archet, une clarinette, une voix, un violoncelle. L'interprète est alors contraint de penser différemment la technique, les doigtés, la position des mains afin d'accéder à une meilleure compréhension des plans sonores, des couleurs et du phrasé. C'est la raison pour laquelle Katsaris s'intéresse à des musiciens qui avouent leur passion pour le chant à l'instar de Sigismond Thalberg ou George Bizet. D'après Katsaris, on ne joue bien Chopin que si l'on a compris le belcanto de Bellini, l'un des très rares compositeurs vivants que Chopin admirait.
Une autre caractéristique de Cyprien Katsaris est sa façon d'éclairer les œuvres en faisant ressortir des contre-chants inattendus et de s'amuser à offrir au public plusieurs vues d'une même partition comme Chopin lui-même le faisait.
En nous livrant une lecture peu routinière de la musique, Katsaris est souvent mentionné comme un pianiste à part dans le monde musical et les critiques gardent l'impression de quelqu'un de génial et de déroutant, dont les préoccupations favorites sont les angles insolites, les éclairages inédits, les surprises et les exhumations. Bien loin de l'académique, son jeu éminemment personnel et audacieux porte la marque d'un interprète foncièrement individualiste, non-conformiste, dont le style ne fait pas toujours l’unanimité. Salués à l'étranger, ses disques sont pendant longtemps ignorés en France. Assumant des choix parfois politiquement incorrects auxquels il reste fidèle depuis les débuts de sa carrière, Cyprien Katsaris demeure définitivement un musicien hors-norme.
La description pianistique de Cyprien Katsaris ne serait pas complète si l'on ne mentionnait pas ses fréquentes improvisations en concert. Dans la lignée des grands claviéristes, il commence souvent ses récitals par une improvisation spontanée sur divers thèmes qui lui passent par la tête, un peu comme cela se faisait au XIXe siècle, rendant ainsi hommage à Franz Liszt.

### Transcripteur
Sa passion pour l'art de la transcription lui vient de son enfance : enfant, il écoute pendant des heures le grand répertoire symphonique et notamment la Symphonie Pastorale de Beethoven. Tout naturellement, il souhaite un jour la reproduire avec ses propres mains, retrouver l'esprit de l’œuvre originale avec ses dix doigts. La transcription est donc avant tout pour Cyprien Katsaris un moyen de mettre fin à sa frustration concernant les parties orchestrales qu'il déplore ne pas retrouver dans le texte pianistique. D'où son étonnement lorsque, beaucoup plus tard, dans les années 1970, il découvre les transcriptions réalisées par Liszt des symphonies de Beethoven. Après avoir comparé note par note l'original du texte avec la partition de Liszt, il lui semble nécessaire d'ajouter certains instruments de l'orchestre ainsi que quelques parties chantées de la 9e Symphonie, éléments manquants dans la version lisztienne. L'idée n'est pas de faire mieux, voire de dénaturer l'œuvre originale, mais de se rapprocher encore plus de l'esprit de Beethoven. Ce travail sur les symphonies du compositeur allemand lui prend environ une dizaine d'années et développe chez Katsaris le sens des plans sonores, des couleurs et du phrasé. Pour son enregistrement des 9 Symphonies de Beethoven transcrites par Liszt chez Teldec dans les années 1980 – enregistrement qui le rend célèbre –, il a donc fallu trouver de nouvelles formules pianistiques lui permettant de compenser le manque de cette richesse de timbres créés par l’orchestre.
Parmi ses transcriptions, on peut retenir l'intégrale des symphonies de Beethoven, la Toccata et Fugue BWV 565, de Bach, ainsi que son arrangement en forme de burlesque de la Badinerie extraite de la Suite pour orchestre BWV 1067 de Bach. On peut aussi citer les transcriptions pour piano seul de certaines scènes de la Flûte Enchantée, l'Ouverture et le premier air de L'Enlèvement au Sérail, la Symphonie n° 40 et la Petite Musique de Nuit de Mozart. Il a aussi effectué un arrangement pour deux mains des Concertos no 2 de Liszt et no 5 de Beethoven. Ses albums Mozartiana et Wagneriana (Sony Classical) et la série Piano Rarities (qui contient aussi des transcriptions de Karol Penson) explorent de multiples aspects de ces univers.

### Label Piano 21

Logo officiel du label indépendant Piano 21.

Cyprien Katsaris, après avoir enregistré pour les majors, décide de créer son propre label Piano 21, le 1er janvier 2001. Il est consacré à ses enregistrements – dont certains en public – aussi bien nouveaux qu'à ceux provenant d'archives privées et radiophoniques de divers pays, ainsi qu'à des rééditions. Piano 21 tente un équilibre entre d'une part le grand répertoire connu – comme l'intégrale des concertos de Mozart, des œuvres de Bach, Beethoven, Schubert, Chopin, Schumann, Liszt, Grieg, Scriabine, etc. – et d'autre part des pages oubliées méritant d'être révélées au public, tel cet enregistrement de concertos pour clavier de Jean-Sébastien Bach et de quatre de ses fils : Wilhelm Friedemann, Johann Christian, Johann Christoph Friedrich et Carl Philipp Emanuel, ou celui de la famille Mozart qui réunit des pièces de Leopold, de Wolfgang Amadeus et de Franz Xaver, fils d’Amadeus. D'autres enregistrements témoignent de cet intérêt pour les partitions rares et les compositeurs négligés, comme ces albums consacrés au compositeur russe Sergei Bortkiewicz et à la musique française où Katsaris rend justice à une frange de l'École française bien peu fréquentée au disque et au concert. Il s'agit de mentionner dans ce contexte également cette anthologie mexicaine, ces transcriptions de Bach et de Mozart sans oublier tous ces premiers enregistrements mondiaux d'œuvres qui sont complètement méconnues, tel le Concerto dans le style hongrois de Liszt orchestré par Tchaïkovsky. Par ailleurs, le premier disque de Piano 21 exhume le premier enregistrement mondial des Créatures de Prométhée de Beethoven dans la version pianistique de l'auteur lui-même. 
Les albums Viennese Connections et Hommage à Chypre montrent une autre facette de diversité de Piano 21.

### Appartenance à l'Église de Scientologie
Cyprien Katsaris est membre de la Scientologie dont il est un artiste phare. Il apparaît dans le reportage de la série Infrarouge « Scientologie - la vérité sur un mensonge ».

## Récompenses et distinctions
- 1970 : Prix de la Fondation Albert Roussel (Paris)
- 1972 : Lauréat du Concours International Reine Elisabeth de Belgique
- 1972 : Prix de la Fondation Alex de Vries (Anvers)
- 1974 : Premier Grand Prix du Concours International Cziffra (Versailles)
- 1977 : Tribune Internationale des Jeunes Interprètes-UNESCO (Bratislava)
- 1997 : Artiste de l'UNESCO pour la Paix[25]
- 2000 : Chevalier de l'Ordre des Arts et des Lettres
- 2001 : Médaille Vermeil de la Ville de Paris
- 2009 : Commandeur de l'Ordre de Mérite du Grand-Duché de Luxembourg
- 2011 : Prix Nemitsas (Chypre)

## Catalogue
Ce catalogue compte uniquement des pièces pour piano :

### Compositions
- Chansons nos. 1-25 (1971-2014)
- Le Poème du Phoenix (1977)
- Rhapsodie Chypriote (1978)
- Fantaisie sur « Happy Birthday to you » - 1re version (1985)
- Variations sur l'hymne bavarois (1986)
- In Memoriam Mozart (1988)
- Fantaisie sur le « Deutschlandlied », « la Marseillaise » et « Ode à la Joie » (1988)
- Souvenir de Noël • Fantaisie variée sur « Douce Nuit » - 1re version (1989)
- Mozartiana (1991)
- Polyétude • Morceau basé sur une combinaison entre l'Étude op. 10, n° 12 « Révolutionnaire » et une douzaine d'autres études de Chopin (1999)
- Le Tango du Dandy (2001)
- Grande Fantaisie sur « Zorba le Grec » • basée sur la musique du film et du ballet de Mikis Theodorakis (2007)
- Adagio pour Zacharoula (2011)
- Valse mélancolique (2011)
- Pour Clara • Rondo (2013)
- Pour Anna • Allegretto (2013)
- Album pour la Jeunesse - Recueil de 15 pièces (1988-1991)
  - Valse du Souvenir (1988)
  - In Memoriam Mozart (1988)
  - Staccato-Étude • pour les déplacements de la main gauche (1989)
  - Good Bye, Mr. Rachmaninov (1989)
  - La Ballade du Croisé Errant (1989)
  - Fantasy • Cadence pour le 2e mouvement du Concerto n° 12, K. 414 de Mozart (1989)
  - Souvenir de Noël - 2e version (1989)
  - Sakura Universalis (1990)
  - Prélude (1990)
  - Le Troubadour et la Princesse (1990)
  - Chopiniana (1990)
  - Hymne de Paix (1990)
  - Sonatine • Allegretto - Andante mélancolique - Rondeau (1990-1991)
  - Fantaisie sur « Happy Birthday to you » - 2e version (1991)
  - Moment Musical (1991)

### Improvisations
- Improvisation spontanée sur divers thèmes (créée pendant les concerts)
- Improvisation sur une sculpture d'Agam (1977)
- Improvisation spontanée sur des thèmes de Wagner et Bellini (1991)
- Improvisation spontanée sur des thèmes de Tchaikovsky et Wagner (1993)
- Improvisation sur des mélodies dans le style japonais et sur « Sakura » (2006)
- Improvisation libre sur la Danse Hongroise n° 11 de Brahms (2008)
- Improvisation libre sur des musiques de film et sur les « Feuilles Mortes » (2008)
- Improvisation spontanée sur la chanson japonaise « Sakura » (2014)
- Improvisation spontanée sur la chanson coréenne « Arirang » (2014)

### Arrangements
- Mozart, La Tartine de beurre • Arr. : C. Katsaris (années 70)
- Liszt, Czardas obstinée • Arr. : C. Katsaris (1977)
- Gottschalk, Le Banjo (Fantaisie Grotesque) • Arr. : C. Katsaris (1978)
- Rouget de Lisle, La Marseillaise • Arr. : Franz Liszt / C. Katsaris (1979)
- Beethoven, Symphonies nos. 1-9 • Arr. : Franz Liszt / C. Katsaris (années 80)
- Charpentier, Prélude (Te Deum en ré majeur) • Arr. : C. Katsaris (1988)
- Bach, Schafe können sicher weiden (Cantate, BWV 208) • Arr. : C. Katsaris (1990)
- Marcello, Adagio (Concerto pour hautbois op. 1 en ré mineur) • Arr. : J. S. Bach / C. Katsaris (1993)
- Wagner, La Chevauchée des Walkyries (« La Walkyrie ») • Arr. : Louis Brassin / C. Katsaris (1993)
- Bortkiewicz, España - Allegretto en do-dièse mineur (Quatre Morceaux pour violon et piano, op. 63) • Arr. : C. Katsaris (1995)
- Louis XV Roi de France, La 4e Tête ou la Fanfare du Roi • Arrangement improvisé : C. Katsaris (1996)
- Louis XIII Roi de France, Tu crois, ô beau soleil • Arr. : C. Katsaris (1996)
- Liszt, Air de l'opéra « Don Sanche ou Le Château d'Amour » • Arr. : C. Katsaris (1998)
- Bach, Toccata et Fugue pour orgue en ré mineur, BWV 565 • Arr. : C. Katsaris (2000)
- Bach, Largo (Concerto pour clavecin no 5 en fa mineur, BWV 1056) • Arr. : C. Katsaris (2000)
- Bach, Badinerie (Suite no 2 en si mineur, BWV 1067) • Arrangement en forme de Burlesque : C. Katsaris (2000)
- Bach, Air (Suite n° 3 en ré majeur, BWV 1068) • Arr. : C. Katsaris (2000)
- Bach, Fantaisie (Präludium) et Fugue pour orgue en sol mineur, BWV 542 • Arr. : Theodor Szántó / Franz Liszt / C. Katsaris (2000)
- Bach, Gavotte en Rondeau (Partita pour violon seul n° 3 en mi majeur, BWV 1006) • Arr. : Sergei Rachmaninov / Ignaz Friedman / C. Katsaris (2000)
- José Antonio Gómez, Variaciones sobre el tema del Jarabe Mexicano • Arr. : C. Katsaris (2001)
- Gerardo Matos Rodríguez, La cumparsita • Transcription libre : C. Katsaris (2001)
- Popy, Ode à Venus - Grande Valse • Arr : C. Katsaris (2002)
- Enrique Delfino, Griseta • Transcription libre : C. Katsaris (2002)
- Mozart, Hier soll ich dich denn sehen (Premier air de Belmonte de l'opéra « L'Enlèvement au Sérail », K. 384) • Arr. : C. Katsaris (2002)
- Sibelius, Finlandia op. 26, n° 7 • Arr. : Jean Sibelius / C. Katsaris (2003)
- Brahms, Danse Hongroise no 1 • Arr. : C. Katsaris (2008)
- Dvořák, Danse Slave op. 72, n° 2 • Transcription de concert : C. Katsaris (2008)
- Schubert, Symphonie no 8 « Inachevée » en si mineur, D.759 • Arr. : Carl Reinecke / C. Katsaris (2009)
- Khatchaturian, Valse en la mineur (extraite de la musique de scène pour la pièce « Mascarade ») • Arr. : Lev Soline / C. Katsaris (2009)
- Khatchaturian, Danse du Sabre (extraite du ballet « Gayaneh ») • Arr. : Lev Soline / C. Katsaris (2009)
- Liszt, Concerto pour piano et orchestre no 2 en la majeur, S. 125 • Arrangement pour piano seul : C. Katsaris (2011)
- Beethoven, Concerto pour piano et orchestre n° 5 en mi bémol majeur, op. 73 • Arrangement pour piano seul : C. Katsaris (2012)
- Richard Addinsell, Concerto de Varsovie • Arr. : Henry Geehl / C. Katsaris (2013)
- Haendel, Sarabande (Suite no 1 en ré mineur, HWV 437) • Arrangement improvisé : C. Katsaris (2013)

### Cadences
- Plusieurs cadences pour les concertos pour piano et orchestre de W. A. Mozart pour lesquels ce dernier n'avait pas écrit de cadences (entre 1996-1999): K. 37, K. 39, K. 41, K. 107 (concertos nos. 2 & 3), K. 175, K. 238, K. 414, K. 415, K. 451, K. 466, K. 467, K. 482, K. 491, K. 537 ; Rondo K. 386 ; concerto pour violon, piano et orchestre K. App. 56 (315f).

Ces cadences sont écrites dans deux styles : les cadences A, à la Mozart, affichent un style classique et conventionnel ; les cadences B se distinguent par un style romantique : échevelées et plus libres, elles se rapprochent des paraphrases de Liszt et on peut y croiser des allusions à La Flûte enchantée, à la Sonate Waldstein ou encore au Concerto dit L’Empereur de Beethoven.
- Cadence pour le 2e mouvement (Adagio) du concerto pour clavecin (piano), cordes et basse continue en mi mineur, Fk 43 de Wilhelm Friedemann Bach (2003)
- Deux cadences pour le 2e mouvement (Adagio) du concerto pour piano et orchestre en sol majeur, Hob. XVIII: 9 de Joseph Haydn (2013)

## Discographie
Discographie complète des enregistrements réalisés sous le label Piano 21 :
- Beethoven • The Creatures of Prometheus (piano arr.: Beethoven) | (P21 001)
- Latin-American Recital | (P21 002)
- Live at Carnegie Hall, New York City • In Memoriam Chopin - (2 CD) | (P21 003)
- Sergei Bortkiewicz • Piano Works | (P21 004)
- Bach • Vol. 1 • Original Works | (P21 007)
- Bach & Sons • 5 Piano Concertos | (P21 013)
- A Tribute to Cyprus | (P21 015)
- Bach • Vol. 2 • Transcriptions | (P21 017-N)
- Mozart Transcriptions | (P21 018)
- The Mozart Family | (P21 019)
- Piano Rarities • Vol. 1 • Transcriptions | (P21 030-N)
- Album d’un Voyageur • Vol. 1 • Europe | (P21 032-N)
- Viennese Connections • Beethoven, Schubert, Hüttenbrenner, Diabelli, Liszt - (2 CD) | (P21 033-N)
- Piano Rarities • Vol. 2 • Compositeurs français | (P21 037-N)
- Chopin • Concerto no  2, op. 21 • The 4 Versions - (2 CD) | (P21 038-N)
- Katsaris plays Liszt • Vol. 1 - (2 CD) | (P21 041-N)
- Katsaris plays Chopin • Live Recordings | (P21 043-N)
- Mercier / Katsaris • Brahms: Sonata for 2 Pianos • Schumann / Clara Schumann: Piano Quintet 4 hands | (P21 044-N)
- Piano Rarities • Vol. 3 • Transcriptions | (P21 045-N)
- Beethoven • Concerto no  5 "Emperor" • original & solo piano versions • Katsaris / Sir Neville Marriner, ASMF | (P21 051-N)
- 111 Piano Hits - (5 CD) | (P21 052-N)
- Hagen / Katsaris • Works for Clarinet & Piano: Brahms, Saint-Saëns, Crusell | (P21 053-N)
- Eloir / Lenert / Katsaris • Works for Alto, Viola & Piano: Brahms, Wolf, Loeffler, Petitgirard | (P21 054-N)
- Allegro • Original Motion Picture Soundtrack • Music by J. S. Bach | (KR 622)

### Concertos de Mozart
Intégrale des Concertos pour piano de Mozart - Salzburger Kammerphilharmonie dir. Yoon Kuk Lee (en)
- Vol. 1 Concertos pour piano no  13, K. 415 & no  22, K. 482 (P21 009-N)
- Vol. 2 Concertos pour piano no  23, K. 488 & no  17, K. 453 (P21 010-N)
- Vol. 3 Concertos pour piano no  24, K. 491 & no  18, K. 456 (P21 021-N)
- Vol. 4 Concertos pour piano no  21, K. 467 & no  16, K. 451 (P21 025-N)
- Vol. 5 Concertos pour piano no  8, K. 246, no  14, K. 449 & no  15, K. 450 (P21 026-N)
- Vol. 6 Concertos pour piano no  7, K. 242 "Lodron": 2 versions & no  10, K. 365 (P21 031-N)
- Vol. 7 Concertos pour piano no  27, K. 595, no  5, K. 175 & Rondo K. 382 (P21 039-N)

### Cyprien Katsaris Archives
- Beethoven, Concerto no 3, Sonates nos 12 & 31 - Orchestre philharmonique Slovaque, dir. Roudolf Barchaï (P21 014-A)
- Schumann, Vol. 1 enregistrements de concerts (P21 016-A)
- Schumann, Vol. 2 enregistrements de concerts (P21 036-A)
- Musique russe - (2CD, P21 020-A)
- Liszt - The Philadelphia Orchestra, dir. Eugene Ormandy (P21 022-A)
- Scriabine, The Complete Dances - (2CD, P21 023-A)
- Musique française, de Louis XIII à Boulez (2CD, P21 024-A)
- Theodorakis, Œuvres pour piano et orchestre (2CD, P21 027-A)
- Grieg, Concerto pour piano et œuvres pour piano (P21 028-A)
- Concert au Concours Tchaïkovski - Moscou 1970 (P21 029-A)
- Schubert, concert au Schubertiade Festival (3 juillet 1993, 2CD, P21 042-A)
- Concert du Concours reine Élisabeth de Belgique (1972, P21 047-A)

### DVD
- Concert au Festival international Echternach (Luxembourg) réalisateur : Claude Chabrol (7 juillet 1979, P21 011-N)
- Concert à Carnegie Hall, New York - In Memoriam Chopin (17 octobre 1999, P21 012-N)
- Concert au Festival du conservatoire de Shanghai (4 octobre 2005, P21 034-N)
- Concert au Festival du conservatoire de Shanghai (2 octobre 2007, P21 035-N)